# Пехотные войска Израиля
Пехотные войска Израиля (ивр. חיל הרגלים‎) — род войск в составе сухопутных сил Армии обороны Израиля. В пехотные войска входят несколько регулярных и резервных бригад и подразделений, которые оперативно управляются в составе региональных дивизий Армии обороны Израиля.

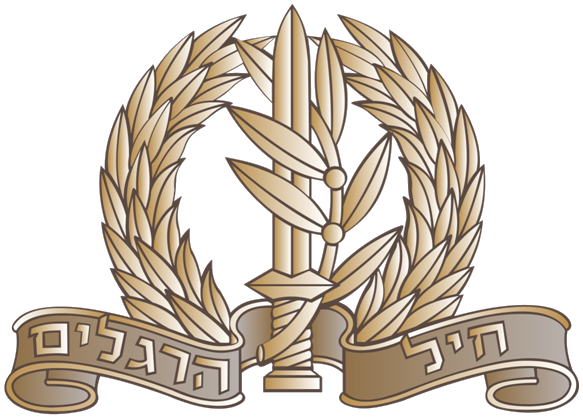
Знак Пехотных войск Израиля на головной убор

Действующий начальник пехотных войск Израиля — бригадный генерал Нимрод Алони

## Вооружение
Пехотные войска Израиля перемещается на поле боя либо пешком, на джипах, либо на бронетранспортерах. Поскольку пехота в основном состоит из солдат, сражающихся пешком, большая часть используемого оружия является либо личным, либо обслуживаемым оружием экипажа бронетранспортера.

### Личное оружие
Личным оружием большинства солдат пехотных войск являются штурмовая винтовка M4A1, укороченная М-16 или варианты автомата IWI Tavor TAR-21. Большинство солдат пехотного войск регулярной службы оснащены штурмовой винтовкой IWI Tavor X-95 «Micro-Tavor».
В 2005 году штурмовая винтовка IWI Tavor TAR-21 была введена в эксплуатацию в пехоте и в настоящее время является основной штурмовой винтовкой пехоты. Каждый солдат в оперативной службе также оснащен различными видами ручных гранат.

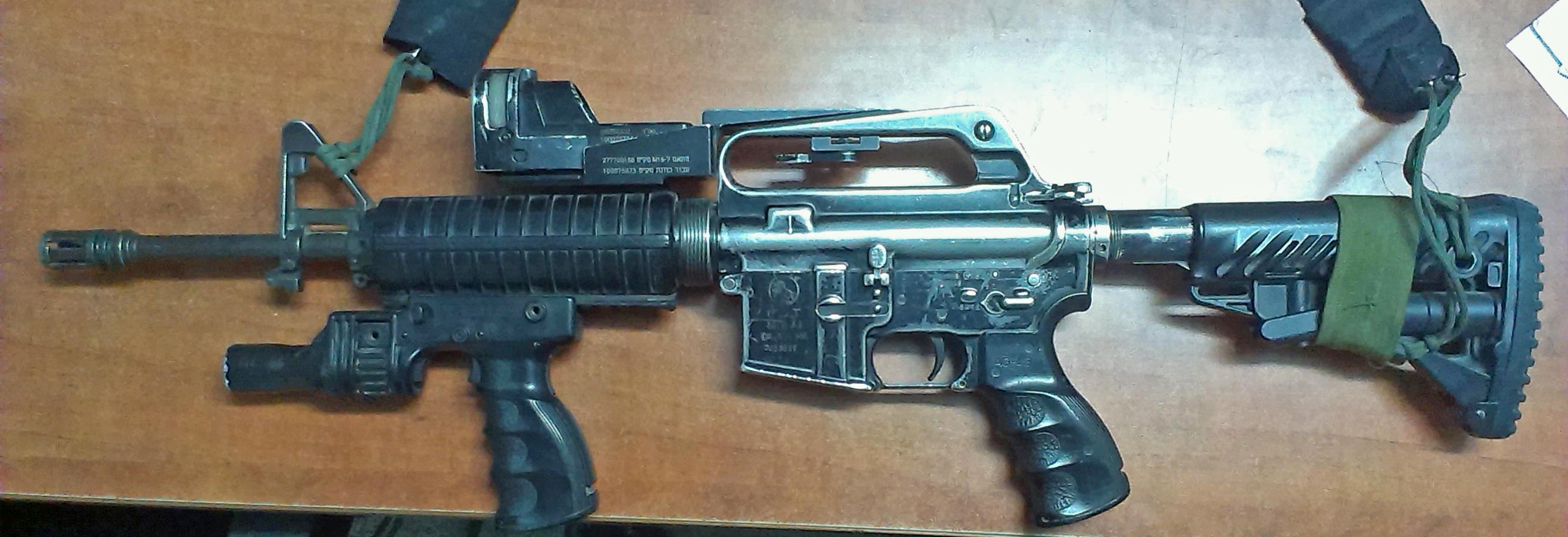
Штурмовая винтовка «M16» (укороченная)
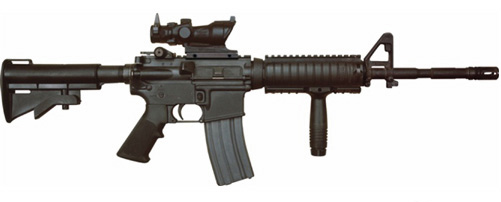
Штурмовая винтовка «M4»
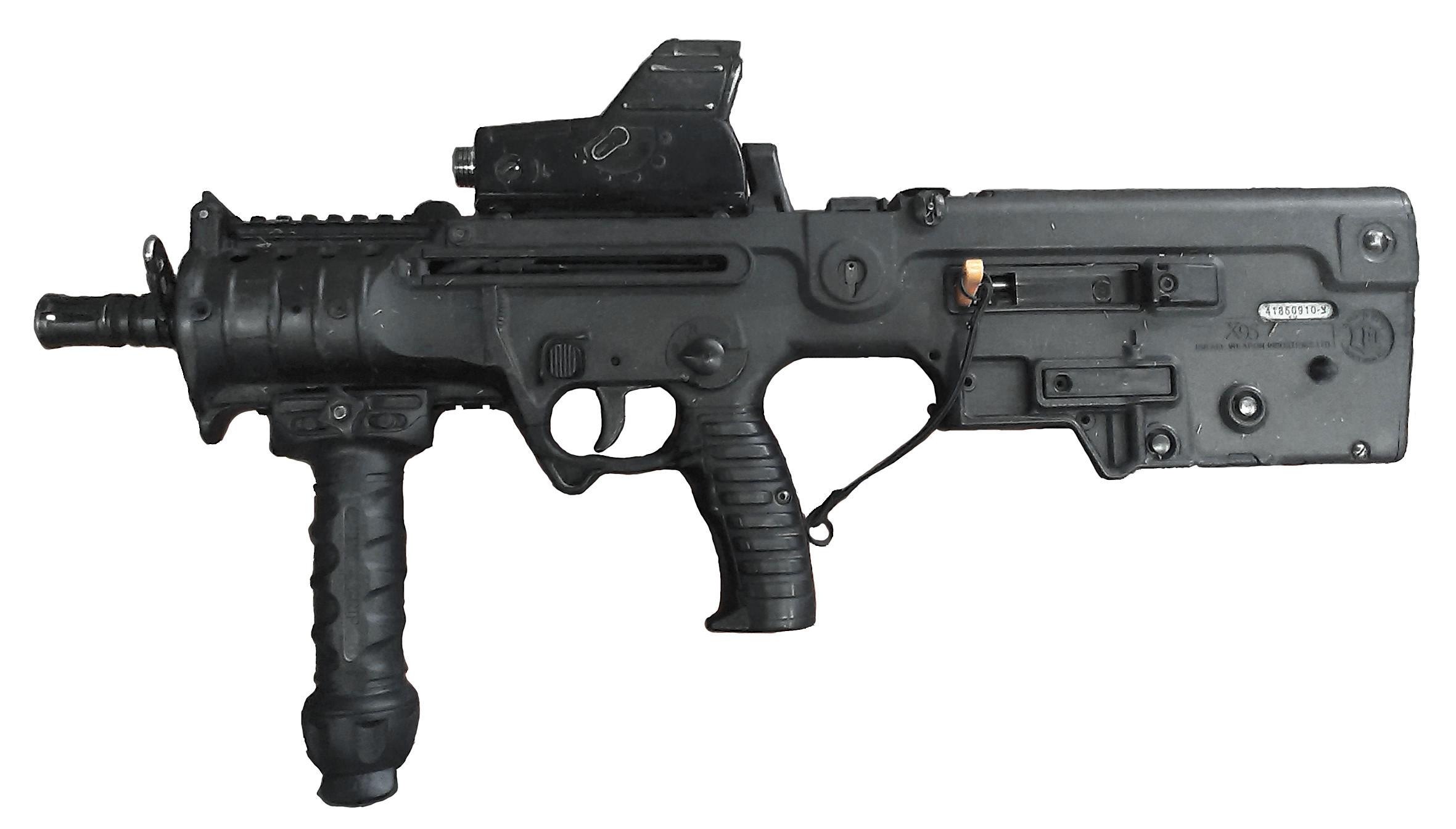
«Микро-Тавор X-95»
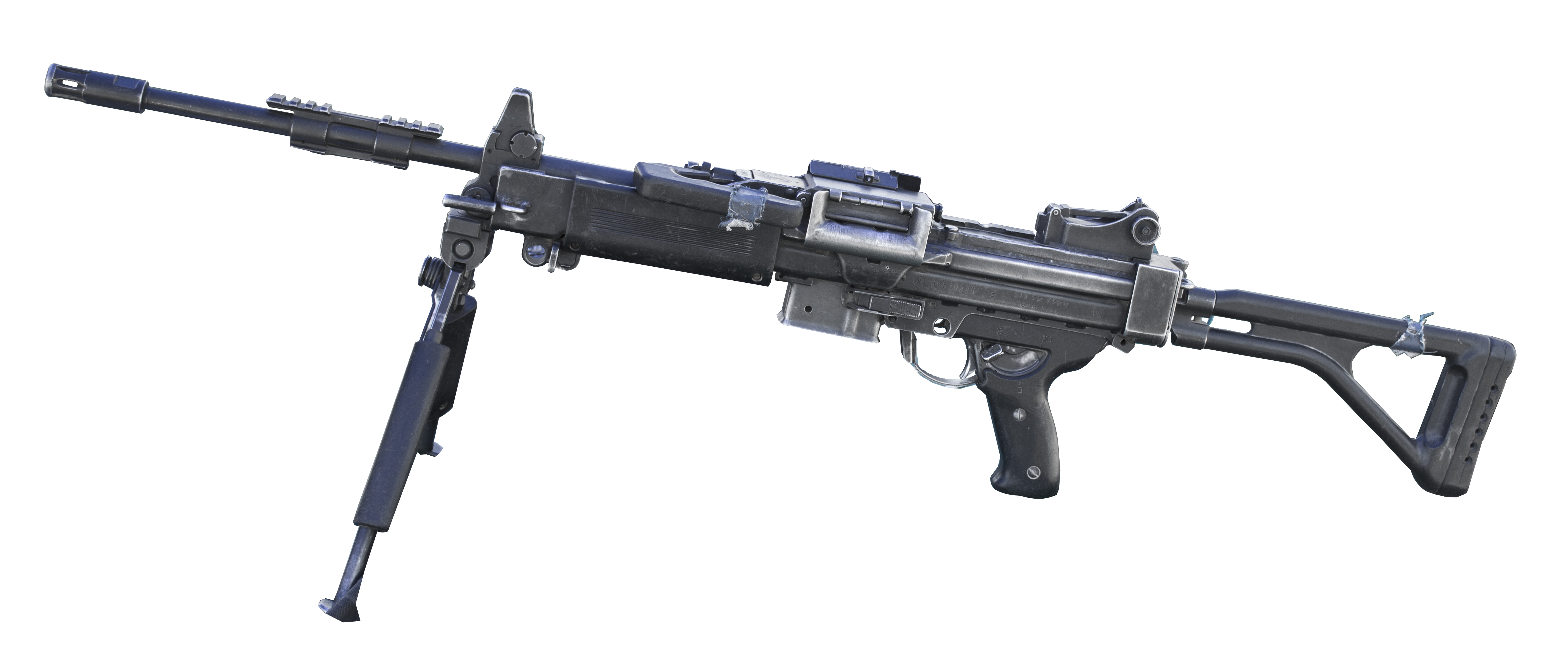
Пулемёт «Негев»
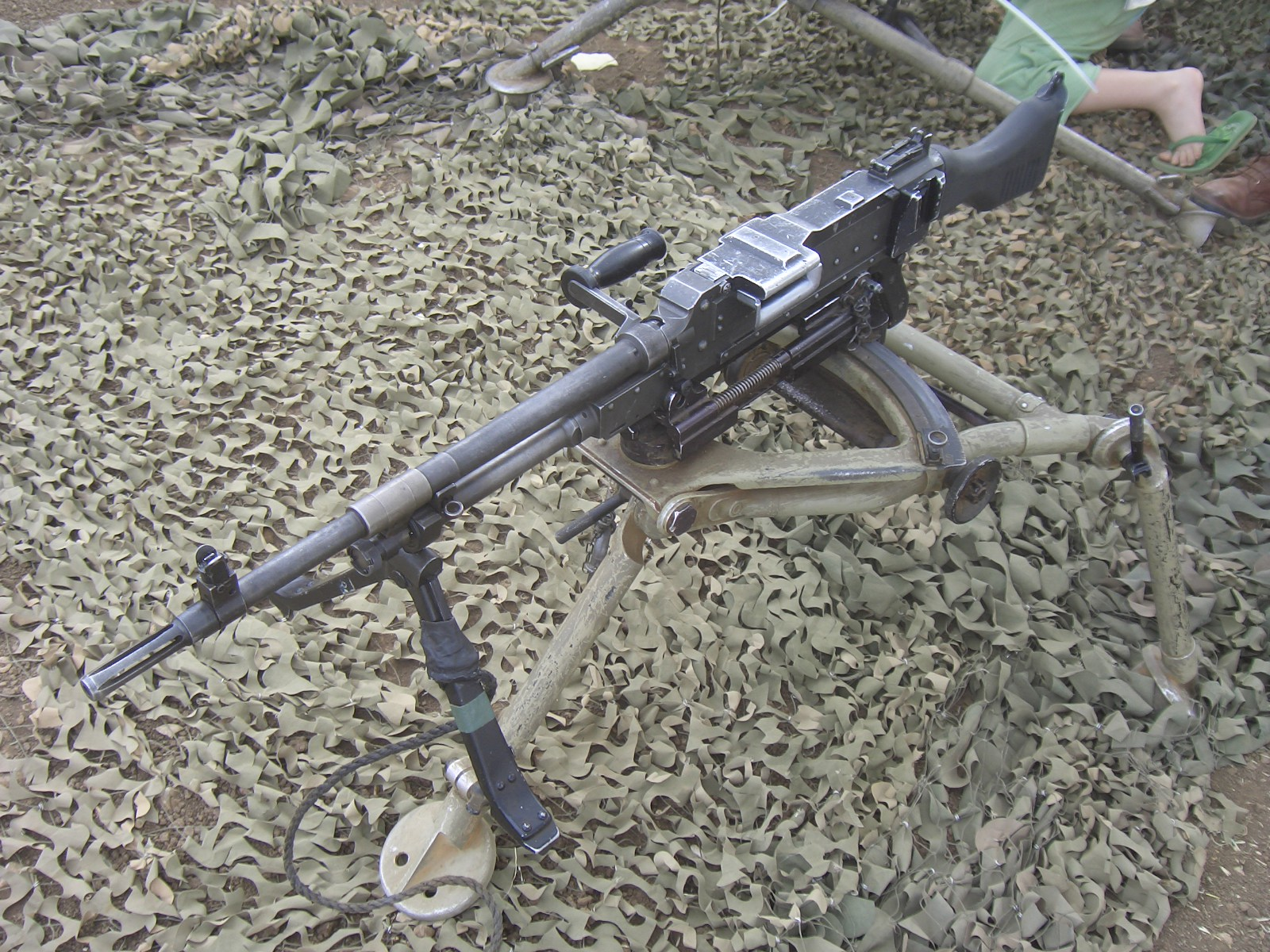
Пулемёт «FN MAG»
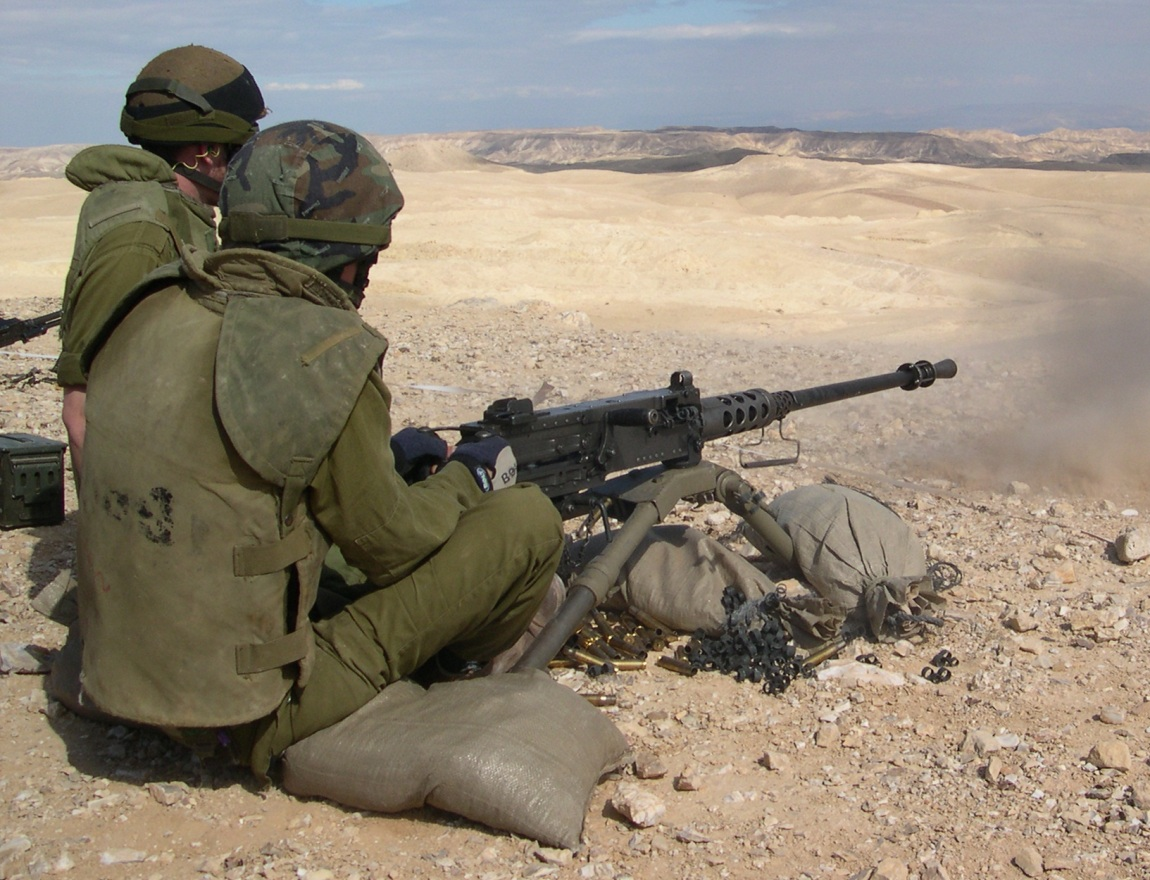
Пулемёт «Браунинг M2»
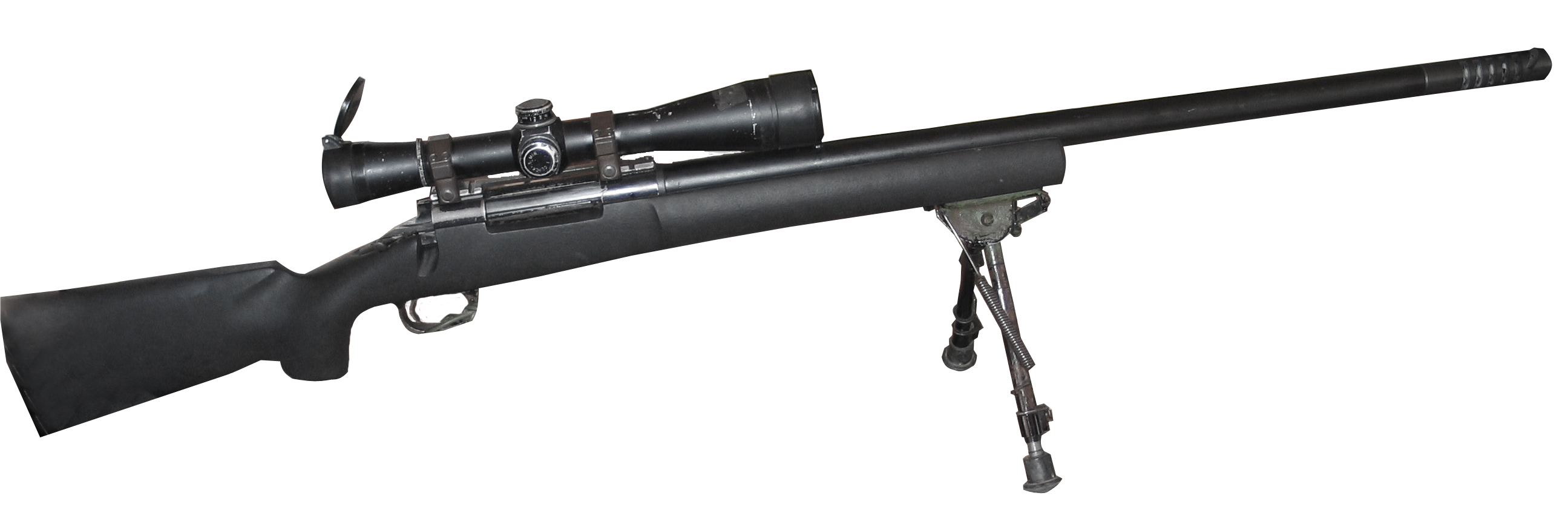
Снайперская винтовка «M24»
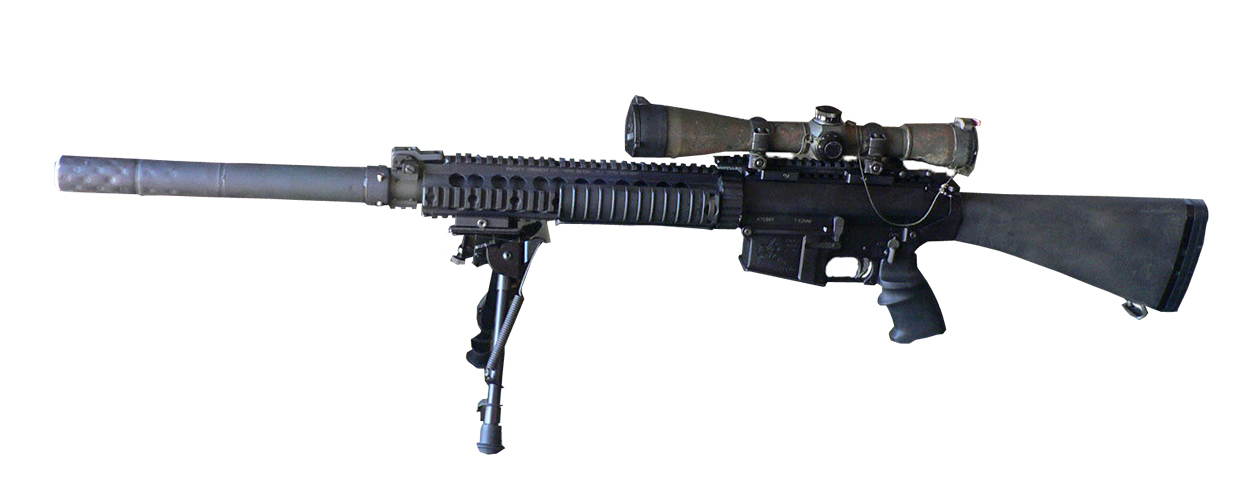
Снайперская винтовка «SR-25»
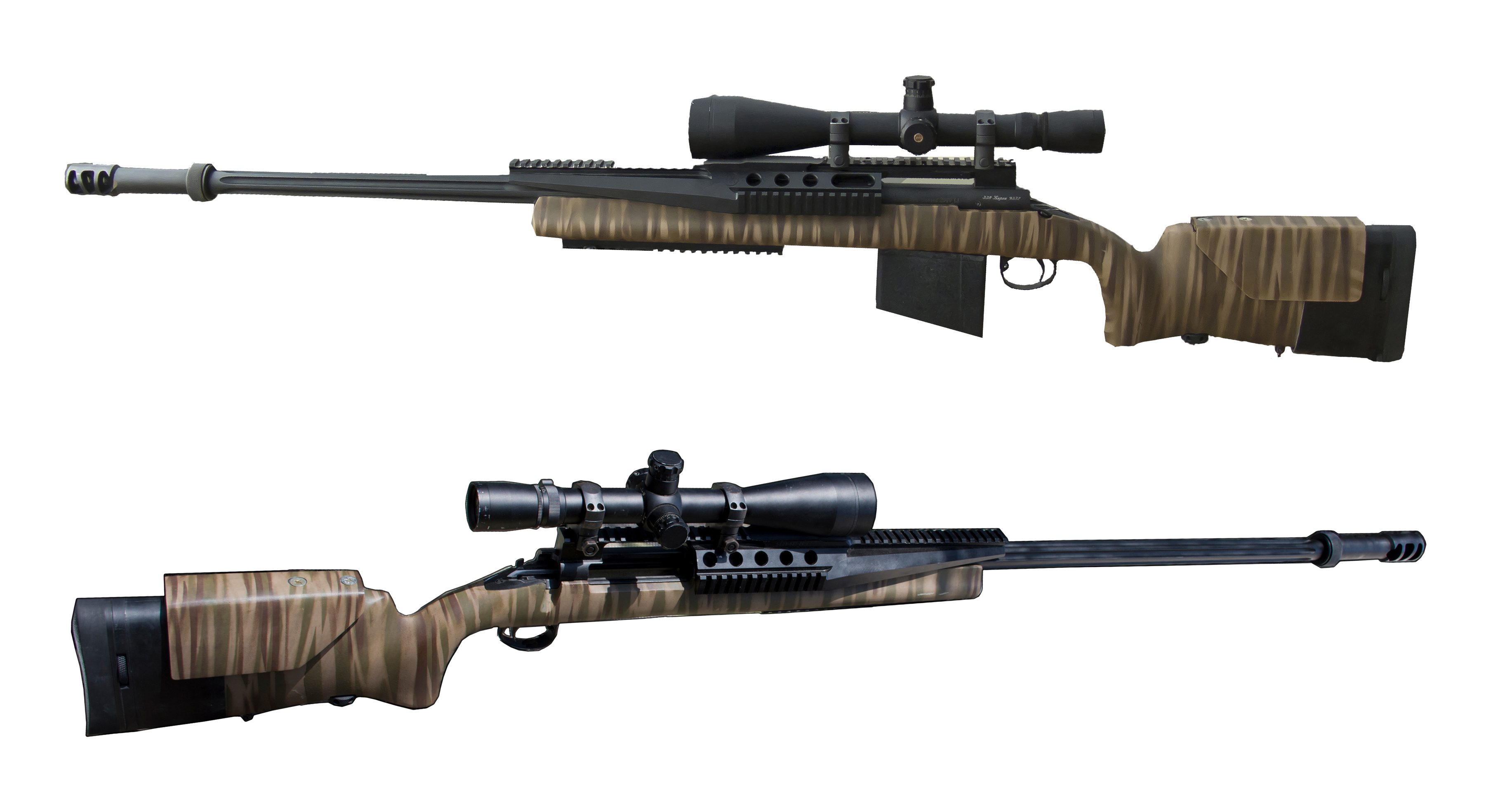
Снайперская винтовка «Барак-338»

### Ракетно-артиллерийское вооружение
Для поражения бронированных целей пехотные части Израиля использует различные гранаты и ракетное вооружение. Пехотные части оснащены противотанковыми РПГ, такими как РПГ-7, M72 LAW и многоцелевые штурмовое гранатомёты SMAW и B-300. Недавно была введена в эксплуатацию новая противотанковая ракета «Матадор», которая оказалась наиболее эффективной против зданий, успешно использованная в операции «Литой свинец».

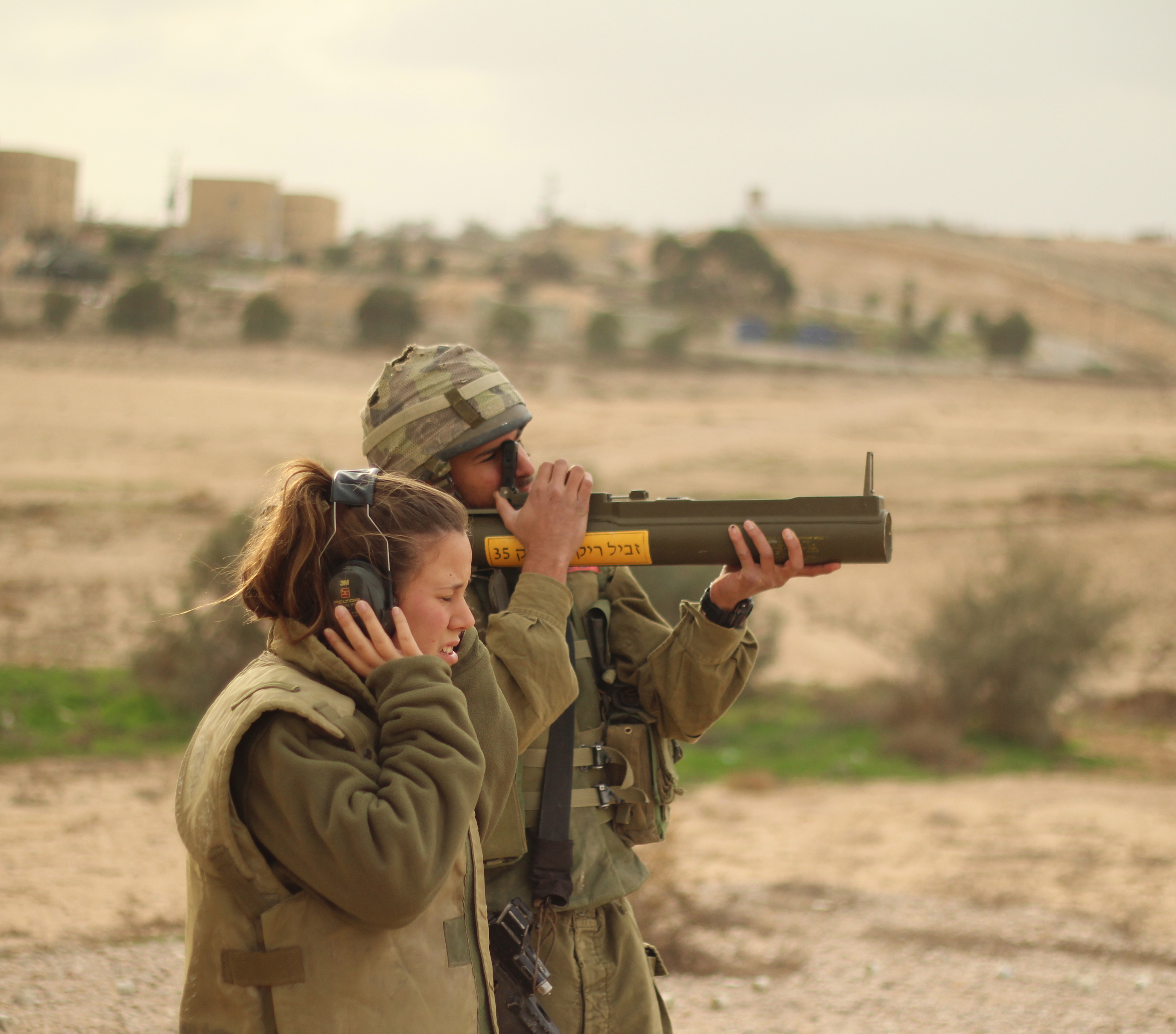
«M72 LAW» — дешевая ракета против транспортных средств и зданий
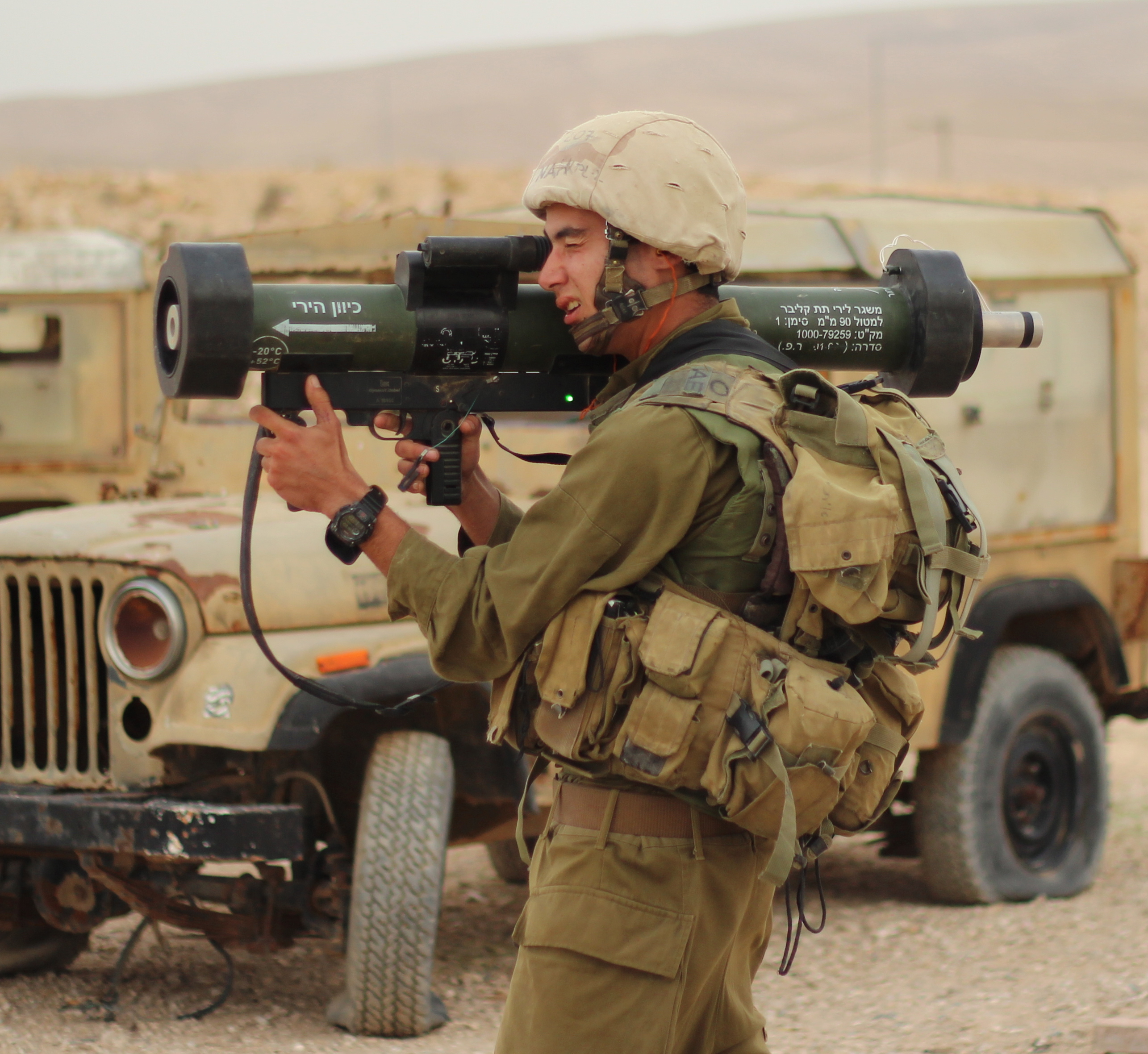
«Матадор» — израильская ракета против зданий и укреплений
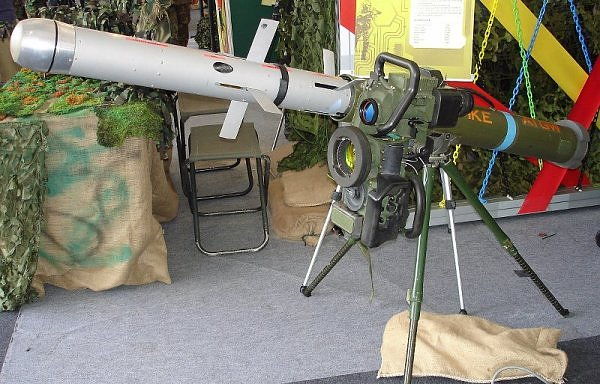
«Спайк» — противотанковая ракета израильского производства
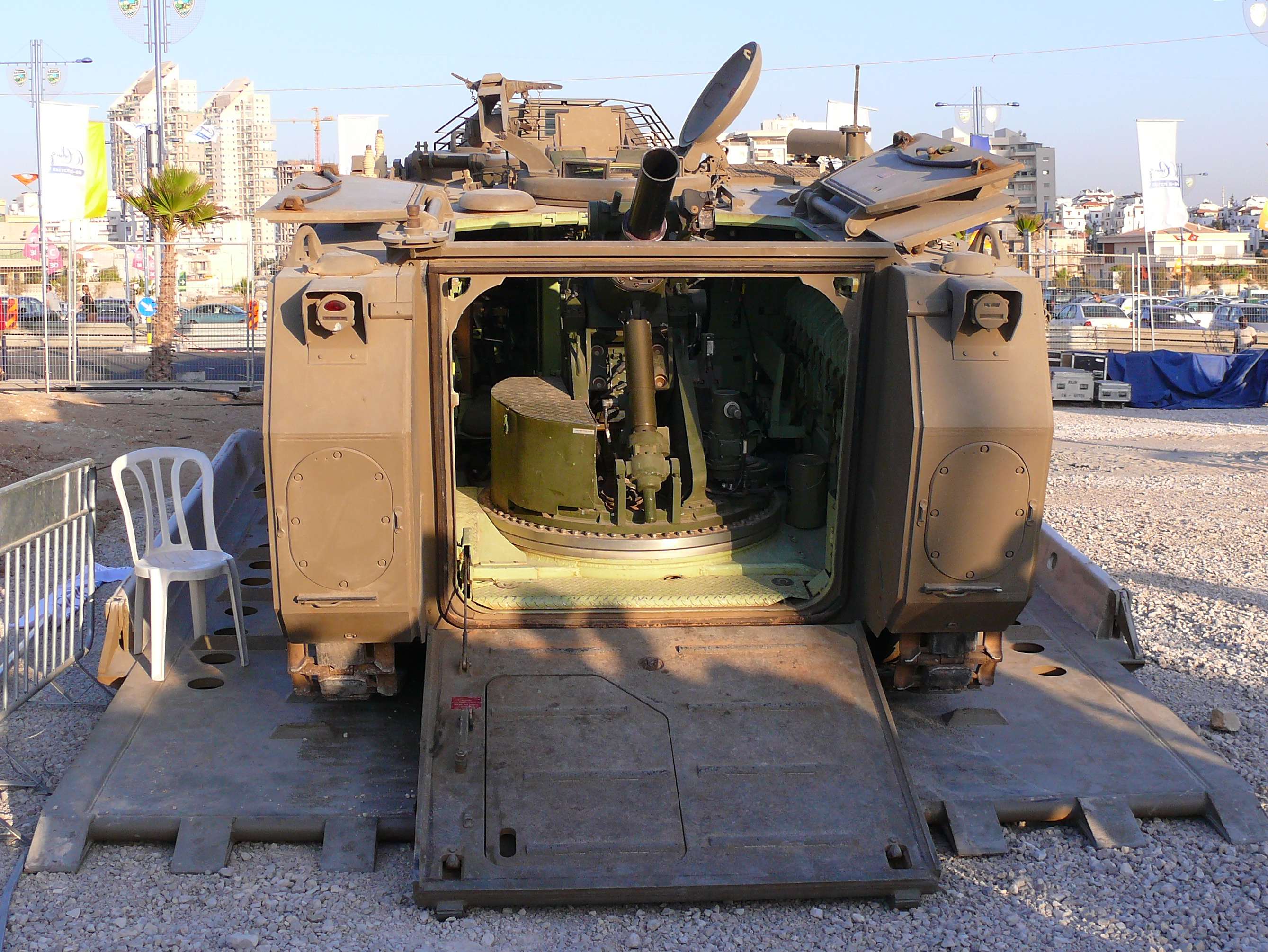
Кешет — тяжелый 120-мм израильский миномет

### Транспорт
Пехотные войска Израиля используют различные транспортные средства для транспортировки грузов, разведки, передвижения войск, безопасности и управления войсками.
Под сильным огнем войска в основном перевозятся БТРами .

## Структура регулярной пехотной бригады
Все пехотные бригады Армии обороны Израиля построены одинаково. В состав бригады входят четыре батальона — три обычных батальона пехоты и разведывательный батальон.
Командование пехотной бригадой всегда считалось весьма престижной позицией в Армии обороны Израиля. Выражением важности этой должности является тот факт, что семь начальников штабов и многие генералы Армии обороны Израиля в своё время командовали одной из пехотных бригад, а также дополнительным доказательством важности этой должности является продвижение командиров: с 90-х годов более 90 % командиров регулярных бригад были впоследствии повышены в должности.

## Обучение
Вскоре после призыва, пехотинцы размещаются в одном из учебных батальонов на тренировочной базе бригады, каждый из которых предназначен для одного из полков бригады, и проходят там базовую военную подготовку в течение 4 месяцев, включая владение легким оружием, полевую подготовку и физическую подготовку.

## Формирования
| Пехотные бригады Израиля | Пехотные бригады Израиля | Пехотные бригады Израиля | Пехотные бригады Израиля | Пехотные бригады Израиля | Пехотные бригады Израиля            |
| Эмблема                  | Название                 | Номер                    | Дивизия                  | Военный округ            | Комментарии                         |
| ------------------------ | ------------------------ | ------------------------ | ------------------------ | ------------------------ | ----------------------------------- |
| Регулярные бригады       |                          |                          |                          |                          |                                     |
|                          | Голани                   | 1                        | Гааш                     | Северный округ           |                                     |
|                          | Цанханим                 | 35                       | Ха-Эш                    | Центральный округ        | Элитная парашютно-десантная бригада |
|                          | Нахаль                   | 933                      | Ха-Плада                 | Южный округ              |                                     |
|                          | Кфир                     | 900                      | Идан                     | Центральный округ        |                                     |
|                          | Гивати                   | 84                       | Ха-Плада                 | Южный округ              |                                     |
|                          | Оз                       | 89                       | Ха-Эш                    | Центральный округ        | Элитная бригада Коммандос           |
| Резервные бригады        |                          |                          |                          |                          |                                     |
|                          | Нешер                    | 226                      | Ха-Мапац                 | Северный округ           | Парашютно-десантная бригада         |
|                          | Ход ха-Ханит             | 55                       | Ха-Эш                    | Центральный округ        | Парашютно-десантная бригада         |
|                          | Шуалей Мером             | 646                      | Синай                    | Южный округ              | Парашютно-десантная бригада         |
|                          | Хоцей ха-Эш              | 551                      | Ха-Эш                    | Центральный округ        | Элитная парашютно-десантная бригада |
|                          | Одед                     | 9                        | Ха-Башан                 | Северный округ           |                                     |
|                          | Кармели                  | 2                        | Ха-Мапац                 | Северный округ           |                                     |
|                          | Алон                     | 228                      | Ха-Мапац                 | Северный округ           |                                     |
|                          | Йерушалаим               | 16                       | Идан                     | Центральный округ        |                                     |
|                          | Эциони                   | 6                        | Гааш                     | Северный округ           |                                     |
|                          | Негев                    | 12                       | Синай                    | Южный округ              |                                     |
|                          | Александрони             | 3                        | Ха-Галиль                | Северный округ           |                                     |
|                          | Ха-Шарон                 | 5                        | Идан                     | Центральный округ        |                                     |
|                          | Ифтах                    | 11                       | Ха-Башан                 | Северный округ           |                                     |